# Reservoir Dogs
Бешеные псы — игра, созданная по мотивам одного из самых популярных фильмов Квентина Тарантино «Бешеные псы».

## Описание
Игра полностью основывается на фильме и остается верна первоисточнику в сюжете и хронологии событий. Придётся решить те же вопросы, что и героям фильма: «Что случилось с мистером Синим и мистером Розовым?» «Что же на самом деле произошло при ограблении?»
Поклонники фильма смогут лично заполнить пробелы в сюжетной канве и узнать, как же именно произошло «идеальное ограбление», затеянное пятью преступниками, и что случилось с героями после титров. Жестокость, кровь, ругань и подборка знаменитых песен 1970-х очень хорошо дополняют атмосферу игры.
Сумасшедшие перестрелки с режимами замедления, захватывающие гонки. Игра сочетает в себе элементы таких хитов как GTA, Max Payne. В игре можно брать заложников. В этом случае враги будут пытаться зайти к игроку со спины. Так же при помощи заложника можно обезвредить врагов. Для этого надо либо пригрозить расправой над заложником (действует только на охранников) или ударить его (действует на всех), или же сделать свой «коронный приём» (у каждого героя он свой; наилучшее действие на врагов). После каждой угрозы и удара, здоровье заложника уменьшается, и только «коронный приём» моментально убивает заложника. Так же заложник сильно устает, если слишком долго им прикрываться. Если у игрока есть заложник, враги откроют огонь если:
1. зашли вам за спину;
2. вы стреляете в людей;
3. вы пытались выстрелить из незаряженного пистолета.

## Концовки
В игре есть три концовки, каждая из которых описывает то, что случилось с Мистером Розовым после конца фильма
- Лучшая — Мистер Розовый выходит из гаража с кейсом и спотыкается рядом с машиной, рассыпает бриллианты. Из-под днища машины он видит, что приехала полицейская машина. Мистер Розовый видит её и прячется под свою машину. Когда полиция заходит в гараж, Мистер Розовый угоняет патрульную машину и уезжает
- Средняя — Мистер Розовый выходит из гаража с кейсом и садится в свою машину. Приезжает полиция и открывает огонь по машине Мистера Розового. Мистер Розовый вылетает из машины и его арестовывают. (Если верить комментариям самого Тарантино и прибавить звук в конце фильма, то эту концовку можно считать канонической)
- Плохая — Мистер Розовый выходит из гаража с кейсом, затевает перестрелку с приехавшими полицейскими и его убивают.

## Критика
| Сводный рейтинг    | Сводный рейтинг       | Сводный рейтинг | Сводный рейтинг |
| Издание            | Оценка                | Оценка          | Оценка          |
| Издание            | PC                    | PS2             | Xbox            |
| ------------------ | --------------------- | --------------- | --------------- |
| GameRankings       | 50,29 %               | 53,71 %         | 55,29 %         |
| Metacritic         | 50/100                | 50/100          | 50/100          |
| Иноязычные издания |                       |                 |                 |
| Издание            | Оценка                | Оценка          | Оценка          |
| Издание            | PC                    | PS2             | Xbox            |
| CGM                | [ 7 ]                 | N/A             | N/A             |
| Edge               | N/A                   | N/A             | 3/10            |
| Eurogamer          | N/A                   | 6/10            | N/A             |
| Game Informer      | 5,75/10               | N/A             | N/A             |
| GamePro            | N/A                   | N/A             | [ 11 ]          |
| GameSpot           | 4,6/10                | 4,6/10          | 4,6/10          |
| GameSpy            | [ 13 ]                | [ 14 ]          | [ 14 ]          |
| GameTrailers       | 7/10                  | 7/10            | 7/10            |
| GameZone           | N/A                   | N/A             | 6,5/10          |
| IGN                | (UK) 7,5/10 (US) 3/10 | N/A             | N/A             |
| OPM                | N/A                   | 3/10            | N/A             |
| OXM                | N/A                   | N/A             | 4/10            |
| PC Gamer (US)      | 47 %                  | N/A             | N/A             |
| 411Mania           | 6,7/10                | N/A             | N/A             |
| The Times          | [ 23 ]                | [ 23 ]          | N/A             |

Игра в целом получила смешанные отзывы, согласно сайте-агрегатору Metacritic.
Российское издание «Игромания» раскритиковала игру за «хамское» обращение с историей оригинала, посредственную графику, а также то, что модели персонажей (за исключением героя Майкла Мэдсена) совершенно не похожи на своих прототипов из фильма. Критике подверглись и автомобильные этапы ввиду отсутствия физики машин. В то же время похвалы удостоился простой, но привлекательный экшен, а также механика взаимодействия с заложниками, которая является основополагающей на протяжении всей игры.